# ロクサンナ・ビナ
ロクサンナ・ビナ（Roxanna Bina）は、アメリカ合衆国の女優、ファッションブロガー。夫は映画監督のエマニュエル・イティエ。

## 人物
メリーランド州ボルチモアで生まれ、ミシガン州とロードアイランド州で育つ。スミスフィールド高校を経てロードアイランド大学で通信と広報の学位を取得。17歳でモデルとして活動を開始。
芸能活動以外では、2006年4月から2010年1月までベビーフード会社Fifibear'sのCEOを務めていた。

## 出演作品
- Don't Ask Don't Tell(2002) - ボディダブル
- 案山子男Scarecrow(2002) - ステファニー・カーター
- Attila(2013) - ニックス

## 製作作品
- Femme(2013) - 共同プロデューサー
- The Invocation(2010) - 共同プロデューサー